# Јабланичка Међуопштинска лига 2017/18.

## Сезона 2017/18
Сезона 2017/18 почела је у недељу 20. августа 2017 одиграним првим колом.
После првих 6 кола води екипа ОФК Морава а за њом иде Шумадија из Разгојне разлика између њих је 3 бода.
Изједначени број бодова ОФК Морава и Шумадија Разгојна имали су од 7. кола до 11. кола када је Шумадија киксирала и изгубила 1-0 од екипе ФК Младост Батуловце.
После 15 кола завршен је јесењи део сезоне а јесењи првак је ОФК Морава из Лесковца.
Други део сезоне почео 10. марта суботњим утакмицама 16.кола.Већ у 16.колу дошло је поново до бодовног поравнања јер је ОФК Морава изгубила 1-3 од неугодне екипе Младости.
Титулу ове сезоне понела је екипа ОФК Морава и прошла у већи са Шумадијом из Разгојне док су ФК Раднички Пертате,ШФУ Дерби 2016 Власе и ФК Омладинац Доње Синковце испали у Градску лигу Лесковац.

## Клубови у сезони 2017/18
- Плантажа (Доње Стопање)
- Раднички (Пертате)
- Омладинац (Доње Синковце)
- ОФК Морава (Лесковац)
- Младост (Батуловце)
- Реал (Доња Јајина)
- БСК (Белановце)
- Шумадија (Разгојна)
- Братство (Братмиловце)
- Миланово (Миланово)
- Сушица 2012 (Кукуловце)
- Градац (Конопница)
- Леминд (Лесковац)
- Марјан МБ (Мала Биљаница)
- Моравац (Печењевце)
- ШФУ Дерби 2016 (Власе)

## Табела
| Место | Тим                                | Бодови |
| ----- | ---------------------------------- | ------ |
| 1.    | ОФК Морава (C)                     | 69     |
| 2.    | ФК Шумадија Разгојна (P)           | 63     |
| 3.    | ФК Сушица 2012 Кукуловце           | 54     |
| 4.    | ФК Плантажа Доње Стопање           | 51     |
| 5.    | БСК Белановце                      | 49     |
| 6.    | ФК Миланово                        | 46     |
| 7.    | ФК Братство Братмиловце(-1)        | 45     |
| 8.    | ФК Моравац Печењевце(-1)           | 44     |
| 9.    | ФК Марјан МБ                       | 43     |
| 10.   | ФК Леминд 1953 Лесковац            | 41     |
| 11.   | ФК Реал Доња Јајина                | 41     |
| 12.   | ФК Градац Конопница                | 40     |
| 13.   | ФК Младост Батуловце               | 36     |
| 14.   | ФК Раднички Пертате(-1)            | 27     |
| 15.   | ФК ШФУ Дерби 2016 Власе(-2) (R)    | 22     |
| 16.   | ФК Омладинац Доње Синковце(-1) (R) | 15     |

(C)-Првак лиге
(P)-Прошао у већи ранг
(R)-Испао у нижи ранг